# کومهاوزن
کومهاوزن (به آلمانی: Kumhausen) یک شهر در آلمان است که در بایرن واقع شده‌است.

## خصوصیات
کومهاوزن ۳۷٫۰۷ کیلومترمربع مساحت دارد ۴۳۷–۵۱۰ متر بالاتر از سطح دریا واقع شده‌است.